# Trentepohlia longisetosa
Trentepohlia longisetosa là một loài ruồi trong họ Limoniidae. Chúng phân bố ở miền Australasia.